# Касим Хаџић
Касим Хаџић (Бања Лука, 9. август 1904 — Горње Ратково, код Рибника, 6. мај 1942) био је учесник Народноослободилачке борбе и народни херој Југославије.

## Биографија
Рођен је 9. августа 1904. године у Бањалуци. Потиче из сиромашне радничке породице. Због лошег имовинског стања породице, још као ученик основне школе, морао је повремено радити у Фабрици дувана у Бањалуци. После завршене школе, запослио се у фабрици и као млади радник приступио радничком покрету. Био је члан Синдиката и организатор штрајкова и других акција за побољшање живота радника.
Године 1934. као велики борац за радничка права, примљен је у чланство Комунистичке партије Југославије (КПЈ). Идуће године, 1935, изабран је у чланство Месног комитета КПЈ за Бањалуку. Од тада па све до почетка рата, 1941. године, био је један од најистакнутијих руководилаца бањалучке партијске организације. Године 1938. пред децембарске парламентарне изборе, био је члан Иницијативног одбора за оснивање Странке радничког народа у Бањалуци. Од 1939. године био је председник Културно-уметничког друштва „Пелагић“, а у јесен 1940. године на Првој обласној конференцији КПЈ за Босанску карјину изабран је за члана Обласног комитета КПЈ за Босанску крајину. Због свог револуционарно-партијског рада, више пута је хапшен и прогањан од полиције, а почетком 1941. године је ухапшен и одведен у концентрациони логор за комунисте у Ивањици, где је остао све до почетка Априлског рата.
После окупације Краљевине Југославије, вратио се у Бањалуку и заједно са осталим комунистима почео активно да ради на организовању отпора непријатељу. Учествовао је 8. јуна 1941. године на саветовању Обласног комитета КПЈ за Босанску крајину, одржаном на Шехитлуцима, код Бањалуке. На овом саветовању, заједно са Османом Карабеговићем, Бранком Бабичем и Јосипом Мажаром Шошом изабран је за члана Обласног војног комитета за Босанску крајину.
Јула 1941. године учествовао је у формирању Првог бањалучког партизанског одреда и био његов први командант. Учествовао је у свим акцијама овог Одреда, а посебно се истакао, у једној од првих акција, код Крупе на Врбасу, 2. августа 1941. године. Потом је по задатку Окружног комитета КПЈ за Босанску крајину упућен на Мањачу, где је учествовао у организовању партизанских одреда. Убрзо се поново вратио у Бањалуку и примио дужност политичког комесара Прве чете за Босанку крајину, која је 28. августа формирана од обједињених партизанских група.
Новембра 1941. године, када је формиран Трећи крајишки партизански одред, Касим је постао члан његовог Штаба и секретар новоформираног Окружног комитета КПЈ за Јајце. Иако није располагао са довољно искусног партијског кадра, Касим је успео да са својим сарадницима развије активност Народноослободилачког покрета на терену централне Босне. Улагао је велике напоре на сузбијању „братоубилачког рата“ између партизана и четника, који је тада још био у зачетку, и развијању братства и јединства Срба, Муслимана и Хрвата.
После издаје четничке групе под руководством Рада Радића и напада на партизанску болницу у селу Јошавци, код Челинца, априла 1942. године, када је поубијано 25 рањених партизана, међу којима и др Младен Стојановић, настала је веома тешка ситуација на терену Трећег и Четвртог крајишког партизанског одреда. Да би средио ову ситуацију, Обласни комитет КПЈ за Босанску крајину је на тај терен упутио групу искусних партијских руководилаца, међу којима и Драгу Ланга, народног хероја.
У селу Горњем Рибнику, одржавала се партијска конференција, на којој је присуствовао и Касим и на којој је преузео групу руководилац, које је повео са собом на Мањачу. На путу ка тамо, 1. маја, су свратили у село Шљивно, где се одржавао велики народни збор поводом Празника рада. Потом су, са мањом групом бораца, кренули ка Горњем Раткову, где су их на путу Мркоњић Град—Бања Лука, код села Бунарева, 6. маја 1942. године, из заседе напали делови четничког пука „Мањача“. Свесни да се живи не могу извући из четничког окружења, не желећи да се предају, ступили су у борбу у којој су погинули.
После ослобођења Југославије, његови посмртни остаци, заједно са посмртним остацима Драге Ланга, народног хероја, и осталих партизана из њихове групе, су пренесени и сахрањени на Партизанском гробљу у Бањалуци.
Указом Председништва Антифашистичког већа народног ослобођења Југославије (АВНОЈ) 26. јула 1945. постхумно је одликован Орденом заслуга за народ првог реда. Указом Президијума Народне скупштине ФНР Југославије 26. јула 1949. проглашен је за народног хероја.